# Rodrigo Borja Cevallos
Rodrigo Borja Cevallos (1935. június 19. –) ecuadori politikus. 1988 és 1992 között Ecuador elnöke volt.

## Élete
Borja Quitoban született. Segített megalapítani egy szocialista pártot, a Demokrata Baloldali Pártot. Több ciklusban is részt vett a kongresszusában, majd 1982-ben távozott. Borja először 1978-ban indult Ecuador elnöki posztjáért, de a negyedik helyen végzett. 1984-ben ismét indult az elnökválasztáson, az első fordulóban a legtöbb szavazatot kapta, de a második fordulóban elvesztette a szavazást. 1988. megnyerte az elnökválasztást.
Elnöksége alatt Ecuador gazdasági problémáira összpontosított, együttműködött Amerika más országaival. 1990. július 22-én és 23-án George H. W. Bush amerikai elnökkel töltötte idejét, még teniszezett is vele. 1992. február 26-án, egy drogpolitikai konferencián ismét találkoztak.
Mint minden ecuadori elnöknek, ő sem indulhatott újra második ciklusra. Elnöksége után továbbra is a Demokratikus Baloldal vezetője maradt. Az újraválasztását egy 1994-es népszavazás után engedélyezték, és 1998-ban indult az elnökválasztáson, a harmadik helyre került, majd 2002-ben ismét indult az elnökválasztáson, a negyedik helyen végzett.
2007. május 9-én beleegyezett, hogy átveszi a jelenleg felállítás alatt álló Dél-amerikai Nemzetek Uniója (Unasur) nemzetközi szervezet főtitkári tisztségét. Egy nappal az alapító okirat aláírása előtt visszavonta jelöltségét, mert nem volt elegendő döntési jogköre a hivatalhoz.

### Magánélete
1966. december 16-án Quito-ban feleségül vette Carmen Calistót. A párnak négy gyermeke született.

## Fordítás
Ez a szócikk részben vagy egészben  a   Rodrigo Borja Cevallos című angol Wikipédia-szócikk ezen változatának fordításán alapul.  Az eredeti cikk szerkesztőit annak laptörténete sorolja fel. Ez a jelzés csupán a megfogalmazás eredetét és a szerzői jogokat jelzi, nem szolgál a cikkben szereplő információk forrásmegjelöléseként.